# Uganda International 2023
Die Uganda International 2023 im Badminton fanden vom 5. bis zum 8. Oktober 2023 in Kampala statt.

## Sieger und Platzierte
| Disziplin    | Gold                                    | Silber                               | Bronze                                      |
| ------------ | --------------------------------------- | ------------------------------------ | ------------------------------------------- |
| Herreneinzel | Luis Ramón Garrido                      | Vishal Vasudevan                     | Shashwat Dalal                              |
| Herreneinzel | Luis Ramón Garrido                      | Vishal Vasudevan                     | Hein Htut                                   |
| Dameneinzel  | Meghana Reddy Mareddy                   | Wiktoria Dąbczyńska                  | Fadilah Mohamed Rafi                        |
| Dameneinzel  | Meghana Reddy Mareddy                   | Wiktoria Dąbczyńska                  | Sreeyuktha Sreejith Parol                   |
| Herrendoppel | Brian Kasirye Muzafaru Lubega           | Matthew Abela Maxim Grinblat         | Expedito Emuddu Augustus Owinyi             |
| Herrendoppel | Brian Kasirye Muzafaru Lubega           | Matthew Abela Maxim Grinblat         | Mohammad Mahdi Mirshekari Saleh Sangtarash  |
| Damendoppel  | Rutaparna Panda Swetaparna Panda        | Fadilah Mohamed Rafi Tracy Naluwooza | Husina Kobugabe Gladys Mbabazi              |
| Damendoppel  | Rutaparna Panda Swetaparna Panda        | Fadilah Mohamed Rafi Tracy Naluwooza | Aleena Qathun Nayonika Rajesh               |
| Mixed        | Koceila Mammeri Tanina Violette Mammeri | Caden Kakora Johanita Scholtz        | Kuswanto Kuswanto Sreeyuktha Sreejith Parol |
| Mixed        | Koceila Mammeri Tanina Violette Mammeri | Caden Kakora Johanita Scholtz        | Georges Paul Kate Ludik                     |